# 本達士
本達士（或稱谢厝港）是一座位於马来西亚新山县振林山的漁村及甘榜，於依斯干達公主城內，毗鄰振林山市中心（9公里）及士姑來（17公里）。

## 設施
- 本達士國小（Sekolah Kebangsaan Pendas Laut）